# 海的開始
《海的開始》是2024年7月1日至9月23日於富士電視台的月九時段播出的電視劇，由目黑蓮主演。
香港由Viu於2024年7月1日起獨家播出，臺灣由friDay影音於2024年7月2日起獨家跟播。

## 登場人物

### 主要人物
- 月岡夏〈28〉：目黑蓮[1]

主人公。就職於印刷公司。3歲時雙親離婚，由母親撫養。大學新生歡迎會時，與水季相遇、交往。大學2年級時的冬天，水季突然單方面提出分手，從此兩人再也沒見過面。之後大學畢業、就職。在某種程度上，以避免麻煩及需要費腦筋的事情為原則生活，至今沒有經歷任何重大挫折。然而，自從分手後七年沒見過的水季逝世後，夏才知道了自己女兒的存在。
- 百瀨彌生〈30〉：有村架純[2]

夏現在的戀人，兩人已交往3年。就職於化妝品製造公司的開發部。性格認真有條理，成熟可靠。

### 月岡家
- 月岡大和〈25〉：木戶大聖[3]

夏的弟弟。與不擅長表達的哥哥不同，屬於那種說話未經思考就脫口而出的人。幼時親生母親逝世，7歲時，因父親再婚而與夏成為兄弟。
- 月岡和哉〈56〉：林泰文

夏的繼父。
- 月岡有希子（月岡ゆき子）〈54〉：西田尚美

夏的母親。

### 南雲家
- 南雲水季〈得年28〉：古川琴音[4]

夏的前女友。生前就職於圖書館。因某個理由決定離開夏，大學退學後在周圍人們的幫助下養育海長大。
- 南雲海〈6〉：泉谷星奈[1]

水季的女兒。
- 南雲朱音〈67〉：大竹忍[5]

水季的母親。
- 南雲翔平〈67〉：利重剛

朱音的丈夫。

### 周邊人物
- 津野晴明〈32〉：池松壯亮[6]

水季在職場的同事。
- 三島芽衣子：山田真步

水季在職場的同事。
- 前田俊己：川崎皇輝

津野在職場的同事。
- 三谷彩子：杏花

彌生在職場的後輩。
- 乃木夏美：山谷花純

海就讀的小學班導。
- 藤井博斗：中島步

夏在職場的同事。
- 小出志織：奧田惠梨華

彌生在職場的前輩。
- 浅井悠馬：稻葉友

彌生的前男友。
- 溝江元春：田中哲司

夏的親生父親。

## 製作團隊
- 編劇：生方美久
- 導演：⾵間太樹、高野舞、Eunhee John、山岸一行
- 配樂：得田真裕
- 主題曲：back number（Universal SIGMA）[7]
- 製作人：村瀨健
- 制作協力：AOI Pro.
- 製作、著作：富士電視台

## 播出日程
- 第1話加長30分鐘（21:00 - 22:24）。
- 主演目黑蓮身體抱恙，自8月15日起暫停活動休養[8][9]，因此本於8月26日播出之第9話延後一週於9月2日播放，8月26日改為播出特別篇（愛的終結）[10]。

| 集數                                                                      | 播出日期 | 日文標題 | 中文標題 (friDay影音) | 導演        | 收視率 |
| ------------------------------------------------------------------------- | -------- | -------- | --------------------- | ----------- | ------ |
| 第1話                                                                     | 7月01日  |          | 媽媽最喜歡的人        | 風間太樹    | 8.0%   |
| 第2話                                                                     | 7月08日  |          | 渴望塵封的記憶        | 風間太樹    | 8.1%   |
| 第3話                                                                     | 7月15日  |          | 失去最重要的人        | 高野舞      | 7.1%   |
| 第4話                                                                     | 7月22日  |          | 自相矛盾的大人        | Eunhee John | 7.7%   |
| 第5話                                                                     | 7月29日  |          | 時隔八年的坦白        | 風間太樹    | 7.2%   |
| 第6話                                                                     | 8月05日  |          | 決定要生的理由        | 高野舞      | 6.1%   |
| 第7話                                                                     | 8月12日  |          | 身旁唯一的依靠        | Eunhee John | 6.8%   |
| 第8話                                                                     | 8月19日  |          | 我明明也很難過        | 風間太樹    | 7.4%   |
| 第9話                                                                     | 9月02日  |          | 揭開內心的想法        | 高野舞      | 7.6%   |
| 第10話                                                                    | 9月09日  |          | 想要一直在一起        | 山岸一行    | 8.1%   |
| 第11話                                                                    | 9月16日  |          | 媽媽她不在了嗎        | Eunhee John | 7.8%   |
| 最終話                                                                    | 9月23日  |          | 給夏的那一封信        | 風間太樹    | 9.5%   |
| 平均收視率 7.6%（收視率由Video Research調查關東地區、家戶的即時統計資料） |          |          |                       |             |        |
| 特別篇                                                                    | 播出日期 | 日文標題 | 中文標題 (friDay影音) | 導演        | 收視率 |
| 特別篇                                                                    | 8月26日  |          |                       | 山岸一行    | 6.7%   |

## 外部連結
- 官方网站－富士電視台（日語）
- 海的開始的X（前Twitter）
- 海的開始的Instagram帳戶
- 海的開始的TikTok
- 海的開始 （页面存档备份，存于）－緯來日本台

| 日本 富士電視台 週一晚間九點連續劇 | 日本 富士電視台 週一晚間九點連續劇       | 日本 富士電視台 週一晚間九點連續劇 |
| ---------------------------------- | ---------------------------------------- | ---------------------------------- |
|                                    | 海的開始 （2024年7月1日－9月23日）       |                                    |
| 366日 （2024年4月8日－6月17日）    | 解謊偵探少女 （2024年10月7日－12月16日） |                                    |

| 臺灣 緯來日本台 每週一至五 21:00 - 22:00 | 臺灣 緯來日本台 每週一至五 21:00 - 22:00    | 臺灣 緯來日本台 每週一至五 21:00 - 22:00 |
| ---------------------------------------- | ------------------------------------------- | ---------------------------------------- |
|                                          | 海的開始 （2024年10月24日－11月8日）        |                                          |
| 山醫生 （2024年10月9日－10月23日）       | 女法官大人 （2024年11月11日－2025年1月9日） |                                          |